# Kukieniszki
Kukieniszki (biał. Кукенішкі, Kukieniszki; ros. Кукенишки, Kukieniszki; pol. hist. Kukianiszki) – chutor na Białorusi, w obwodzie grodzieńskim, w rejonie ostrowieckim, w sielsowiecie Ryteń, nad Wilią.
Dawniej używana nazwa – Kukieniszki I.

## Historia
W XIX i w początkach XX w. położone były w Rosji, w guberni wileńskiej, w powiecie zawilejskim/święciańskim, w gminie Kiemieliszki. W 1905 roku zaścianki Kukieniszki I i Kukieniszki II liczyły 23 mieszkańców, 62 dziesięciny.
Po I wojnie światowej pod administracją polską, w Zarządzie Cywilnym Ziem Wschodnich. W latach 1920–1922 w składzie Litwy Środkowej.
Od 11 kwietnia 1922 leżały w Polsce, w województwie wileńskim, w powiecie święciańskim, w gminie Kiemieliszki.
W 1931 Kukienieszki I w 4 domach zamieszkiwały 33 osoby.
Miejscowość należała do parafii rzymskokatolickiej w Kiemieliszkach. Podlegała pod Sąd Grodzki w Święcianach i Okręgowy w Wilnie; właściwy urząd pocztowy mieścił się w m. Kiemieliszkach.
Po II wojnie światowej w granicach Związku Sowieckiego. Od 1991 w niepodległej Białorusi.